# Macarena (bài hát)
"Macarena" (phát âm tiếng Tây Ban Nha: [makaˈɾena]) là một bài hát nhạc dance tiếng Tây Ban Nha của đôi song ca Los del Río về một người phụ nữ cùng tên. Được thu âm cho album phòng thu A mí me gusta (1993) của họ, bài hát chỉ thực sự trở thành hiện tượng toàn cầu với phiên bản phối lại "Macarena (Bayside Boys Mix)", và tiếp tục lan tỏa sức hút về sau. Đây là một trong những bài hát biểu tượng cho dòng nhạc dance những năm 1990, "Macarena" được liệt kê ở vị trí thứ nhất trong danh sách "Những One-Hit Wonder nổi tiếng nhất mọi thời đại" của VH1 công bố năm 2002.
Bài hát sử dụng loại nhịp điệu clave (một loại nhịp điệu cụ thể mà được diễn tấu và giữ nhịp chủ yếu bằng nhạc cụ cùng tên). Bài hát được xếp hạng 7 trong danh sách "Top 100 ca khúc mọi thời đại của Billboard" và hạng 1 trên bảng xếp hạng "Top 100 ca khúc Latinh mọi thời đại của Billboard". Đây là một trong sáu bài hát ngoại ngữ đạt vị trí quán quân kể từ kỷ nguyên rock hiện đại bắt đầu từ năm 1955. Với thành công vượt trội của bài hát, một phiên bản Giáng sinh của bài hát đã được thu âm và phát hành trong mùa Giáng Sinh năm 1996, trong đó giữ nguyên phần điện khúc và kết hợp với những đoạn ngắn từ nhiều bài hát mừng Giáng sinh cổ điển (đặc biệt kết hợp: "Joy to the World", "Jingle Bells", "Rudolph the Red-Nosed Reindeer", "White Christmas" và "Auld Lang Syne").

## Tổng quan

### Độ phổ biến
Phiên bản làm lại "Macarena (Bayside Boys Mix)" giữ vị trí quán quân trong suốt 14 tuần trên Billboard Hot 100, và là một trong những ca khúc nằm trên đỉnh bảng xếp hạng Hot 100 lâu nhất trong lịch sử. Bài hát có tuần cuối cùng ở vị trí thứ một trong tuần thứ 46 trên bảng xếp hạng, được ghi nhận là đĩa đơn số 1 trễ nhất trong lịch sử Hot 100. Trong thời kỳ hoàng kim của nó, bài hát được chơi thường xuyên tại các trận đấu thể thao chuyên nghiệp, các cuộc biểu tình, công ước, và những nơi khác. Nhiều người tin rằng một kỷ lục thế giới cho nhóm nhảy được thành lập vào năm 1996, khi một đám đông hơn 50.000 người nhảy Macarena tại sân vận động Yankee ở thành phố New York.
"Macarena" vẫn còn phổ biến trong năm 1996, nhưng đến cuối năm 1997, độ phổ biến của nó đã giảm dần. Bài hát tồn tại trong bảng xếp hạng Hot 100 trong suốt 60 tuần, dài nhất trong số những bài hát từng đoạt ngôi quán quân, kỉ lục đó chỉ bị vượt qua 15 sau đó bởi Adele với "Rolling in the Deep".
Đến năm 1997, bài hát đã bán được 11 triệu bản trên toàn thế giới. Dù chỉ nhận được 25% lợi nhuận từ bài hát, nhưng 2 thành viên Romero và Ruiz đã trở thành vô cùng giàu có. Theo BBC News Service, chỉ trong năm 2003- gần một thập kỷ sau khi bài hát xuất hiện - Romero và Ruiz vẫn nhận được 250,000 đô la tiền bản quyền. Julio Iglesias sau đó chúc mừng cặp đôi cá nhân: "Thành công của tôi khi hát bằng tiếng Anh từ Miami chẳng là gì khi so với các bạn; ra khỏi Dos Hermanas với ít sự tiếp xúc quốc tế và bán được nhiều bản ghi trong tiếng Tây Ban Nha là một thành công rất lớn".
Trong phim tài liệu phát hành năm 2002 của kênh VH1 "100 One-Hit Wonder nổi tiếng nhất mọi thời đại", "Macarena" đã được xếp ở vị trí quán quân. "Macarena" cũng xếp hạng số 1 trên bảng xếp hạng khác cũng của VH1, "40 bài hát quán quân tệ nhất". Gần đây nhất, trong năm 2010, Matthew Wilkening của AOL Radio xếp hạng bài hát ở vị trí thứ 10 trong danh sách "100 bài hát tồi tệ nhất từ trước đến nay" khi phát biểu: "Đầu tiên: Đặt cánh tay thẳng ra trước mặt bạn, ngang vai. Sau đó quay xuống: Đấm luôn DJ".
Ở Anh bài hát đã được phát hành vào tháng 6 năm 1996 và đạt vị trí thứ 2 vào ngày 17 tháng 8 năm 1996. Bài hát bị chặn khỏi vị trí số một bởi "Wannabe" của Spice Girls.

## Xếp hạng

### Bản gốc
| Bảng xếp hạng (1995)     | Vị trí cao nhất |
| ------------------------ | --------------- |
| Hoa Kỳ Billboard Hot 100 | 23              |

| Bảng xếp hạng (1995) | Vị trí |
| -------------------- | ------ |
| US Billboard Hot 100 | 98     |

### "Macarena (Bayside Boys Mix)"
| Bảng xếp hạng (1995–1996)             | Vị trí cao nhất |
| ------------------------------------- | --------------- |
| Úc (ARIA)                             | 1               |
| Áo (Ö3 Austria Top 40)                | 1               |
| Bỉ (Ultratop 50 Flanders)             | 1               |
| Bỉ (Ultratop 50 Wallonia)             | 1               |
| Đan Mạch (Tracklisten)                | 1               |
| Châu Âu (European Hot 100 Singles)    | 1               |
| Phần Lan (Suomen virallinen lista)    | 1               |
| Pháp (SNEP)                           | 1               |
| Đức (Official German Charts)          | 1               |
| Ireland (IRMA)                        | 3               |
| Hà Lan (Dutch Top 40)                 | 1               |
| Hà Lan (Single Top 100)               | 1               |
| New Zealand (Recorded Music NZ)       | 2               |
| Na Uy (VG-lista)                      | 2               |
| Tây Ban Nha (PROMUSICAE)              | 2               |
| Thụy Điển (Sverigetopplistan)         | 2               |
| Thụy Sĩ (Schweizer Hitparade)         | 1               |
| Anh Quốc (OCC)                        | 2               |
| Hoa Kỳ Billboard Hot 100              | 1               |
| Hoa Kỳ Adult Contemporary (Billboard) | 28              |
| Hoa Kỳ Adult Pop Airplay (Billboard)  | 19              |
| Hoa Kỳ Pop Airplay (Billboard)        | 5               |
| Hoa Kỳ Rhythmic (Billboard)           | 7               |

| Bảng xếp hạng (1996)                 | Vị trí |
| ------------------------------------ | ------ |
| Australia (ARIA)                     | 1      |
| Austria (Ö3 Austria Top 40)          | 1      |
| Belgium (Ultratop 50 Flanders)       | 3      |
| Belgium (Ultratop 50 Wallonia)       | 5      |
| Denmark (Tracklisten)                | 1      |
| Europe (European Hot 100)            | 2      |
| Finland (Suomen virallinen lista)    | 4      |
| France (SNEP)                        | 1      |
| Germany (Official German Charts)     | 3      |
| Netherlands (Dutch Top 40)           | 1      |
| Netherlands (Single Top 100)         | 5      |
| New Zealand (Recorded Music NZ)      | 9      |
| Norway Spring Period (VG-lista)      | 8      |
| Norway Summer Period (VG-lista)      | 2      |
| Sweden (Sverigetopplistan)           | 11     |
| Switzerland (Schweizer Hitparade)    | 1      |
| UK Singles (Official Charts Company) | 22     |
| US Billboard Hot 100                 | 1      |
| Bảng xếp hạng (1997)                 | Vị trí |
| US Billboard Hot 100                 | 82     |

| Bảng xếp hạng (1990-1999)   | Vị trí |
| --------------------------- | ------ |
| Austria (Ö3 Austria Top 40) | 3      |
| Netherlands (Dutch Top 40)  | 3      |
| US Billboard Hot 100        | 2      |

| Bảng xếp hạng        | Vị trí |
| -------------------- | ------ |
| US Billboard Hot 100 | 7      |

### "Macarena Christmas"
| Bảng xếp hạng (1996)               | Vị trí cao nhất |
| ---------------------------------- | --------------- |
| Úc (ARIA)                          | 5               |
| Châu Âu (European Hot 100 Singles) | 52              |
| Phần Lan (Suomen virallinen lista) | 12              |
| Pháp (SNEP)                        | 34              |
| Hà Lan (Mega Single Top 100)       | 31              |
| Na Uy (VG-lista)                   | 16              |
| Thụy Điển (Sverigetopplistan)      | 40              |
| Hoa Kỳ Billboard Hot 100           | 57              |

## Chứng nhận
| Quốc gia                                                                           | Chứng nhận  | Số đơn vị/doanh số chứng nhận |
| ---------------------------------------------------------------------------------- | ----------- | ----------------------------- |
| Úc (ARIA)                                                                          | 3× Bạch kim | 210.000^                      |
| Áo (IFPI Áo)                                                                       | Bạch kim    | 50.000*                       |
| Pháp (SNEP)                                                                        | Kim cương   | 910,000                       |
| Đức (BVMI)                                                                         | 3× Vàng     | 750.000^                      |
| New Zealand (RMNZ)                                                                 | Bạch kim    | 10.000*                       |
| Thụy Điển (GLF)                                                                    | Vàng        | 25,000^                       |
| Thụy Sĩ (IFPI)                                                                     | Vàng        | 25.000^                       |
| Anh Quốc (BPI)                                                                     | Vàng        | 400.000^                      |
| Hoa Kỳ (RIAA)                                                                      | 4× Bạch kim | 4.000.000^                    |
| Tổng doanh thu (ước tính):                                                         |             | 6,350,000                     |
| * Chứng nhận dựa theo doanh số tiêu thụ. ^ Chứng nhận dựa theo doanh số nhập hàng. |             |                               |

## Phiên bản phối lại, hát lại và nhại lại

### Phiên bản của Los del Mar
Bài hát đã được cover bởi Los del Mar hợp tác với Pedro Castaño. Nó lần đầu tiên được phát hành vào năm 1995 và sau đó phát hành lại một lần nữa ở Vương quốc Anh và Úc. Tại Anh, nó chỉ đạt thức 43 trong bảng xếp hạng, nhưng vẫn tồn tại gần hai tháng; Trong khi, phiên bản Los del Rio đạt vị trí thứ hai. Ở Úc, các phiên bản Mar del Los đã thành công hơn ở Vương quốc Anh, và đạt vị trí số 2 trong khi các phiên bản Los del Rio vẫn còn ở vị trí thứ 1. Tại Canada, Mar phiên bản Los del khá phổ biến trên MuchMusic và Top 40 đài phát thanh vào năm 1995, làm lu mờ sự nổi tiếng sau này của bản gốc.

#### Danh sách bài hát
Đĩa CD tại Úc
1. "Macarena" (bản radio) - 3:49
2. "Macarena" (Bola Mix) - 6:08

#### Xếp hạng
| Bảng xếp hạng (1995-97)            | Vị trí cao nhất |
| ---------------------------------- | --------------- |
| Úc (ARIA)                          | 2               |
| Bỉ (Ultratop 50 Wallonia)          | 22              |
| Canada (The Record)                | 1               |
| Canada Dance (RPM)                 | 2               |
| Châu Âu (European Hot 100 Singles) | 19              |
| Pháp (SNEP)                        | 4               |
| New Zealand (Recorded Music NZ)    | 22              |
| Anh Quốc (OCC)                     | 43              |
| Hoa Kỳ Billboard Hot 100           | 71              |

#### Xếp hạng cuối năm
| Bảng xếp hạng (1995) | Vị trí |
| -------------------- | ------ |
| Australia (ARIA)     | 14     |
| Canada Dance (RPM)   | 10     |
| France (SNEP)        | 12     |

#### Chứng nhận
| Quốc gia                                                                           | Chứng nhận | Số đơn vị/doanh số chứng nhận |
| ---------------------------------------------------------------------------------- | ---------- | ----------------------------- |
| Úc (ARIA)                                                                          | Bạch kim   | 70.000^                       |
| Pháp (SNEP)                                                                        | Vàng       | 250.000*                      |
| * Chứng nhận dựa theo doanh số tiêu thụ. ^ Chứng nhận dựa theo doanh số nhập hàng. |            |                               |

### Các phiên bản khác
Bài hát được cover và parody bởi Alvin and The Chipmunks and The Chipettes, MC Rage, The Muppets...
Bài hát cũng đã được chọn làm bài trình diễn kết thúc chương trình của tất cả các ca sĩ, nghệ sĩ của Trung tâm Asia tại hải ngoại trong cuốn băng Video ASIA 16 - Giã Từ năm 1997 (1997)